# Cursi
Cursi község (comune) Olaszország Puglia régiójában, Lecce megyében.

## Fekvése
A Salentói-félsziget déli részén fekszik, Otrantótól nyugatra.

## Története
A települést a rómaiak alapították Curtium néven, a legendák szerint egy Curtius nevű centurio alapította. A település az 1400-as évekig Otrantóhoz tartozott, ezt követően pedig különböző nemesi családok birtokába került. 1806-ban vált önállóvá, amikor a Nápolyi Királyságban felszámolták a feudalizmust.

## Népessége
A lakosság számának alakulása:

## Főbb látnivalói
- San Nicola Vescovo-templom (15. század)
- Santuario Madonna dell'Abbondanz-templom (16. század)
- Palazzo Maramonte (15. század)
- Menhirek és dolmenek